# Nel segno dell'amore
Nel segno dell'amore è l'ottavo album del cantante italiano Luciano Caldore, pubblicato nel 2000.

## Tracce
1. L'amore è un attimo
2. Ancora insieme
3. Sole e Flamenco
4. Goal!
5. Ho bisogno d'amore
6. E se fosse amore
7. Senza il tuo amore
8. Stop